# Ioane Batonichvili
Ioane Batonichvili (en géorgien : იოანე გრუზინსკი) Ioane Gueorguievitch Bagration-Grouzinski, dit Jean Ier de Géorgie, né le 16 mai 1768 à Tbilissi et mort le 15 février 1830 à Saint-Pétersbourg, est un prince géorgien et un encyclopédiste russe du XIXe siècle.

## Biographie
Ioane Gueorguievitch naît le 16 mai 1768 à Tbilissi, à l'époque en Karthlie-Kakhétie. Il est le second fils du roi Georges XII de Géorgie et de sa première épouse, la reine Kéthévane Andronicachvili, une descendante des empereurs byzantins. Les premiers documents qui parlent de lui datent de 1795, date à laquelle il est commandant en avant-garde des forces géorgiennes lors de la bataille de Krstanisi, contre les Perses. Le royaume de Kartl-Kakhétie se retrouve alors dans une crise économique et le 10 mai 1799, Ioane propose un projet de réformes de l'administration et de réorganisation du régime féodal. Le roi accepte cette proposition mais meurt un an plus tard (le 28 décembre 1800) et Ioane ne voit jamais son projet se réaliser, car les Russes en profitent pour annexer la Géorgie, puis décident de faire exiler en Russie tous les princes de sang géorgiens mais certains réussissent à s'échapper en Perse ou ailleurs, notamment en France. Toutefois, Ioane accepte l'entente avec les Russes et s'installe à Saint-Pétersbourg. La même année, il commande l'armée russo-géorgienne lors de la bataille de Niakhura contre le Daghestan et son oncle, le prince Alexandre Bagration, qui s'était auto-proclamé roi de Géorgie.
Installé à Saint-Pétersbourg, Ioane abandonne la politique et l'armée et devient écrivain, le plus fameux de son époque. Il rédige de nombreux ouvrages qui seront édités, bien après sa mort, en 1861 par le professeur D. Baqradzé, dont :
- Origines des noms de familles nobles de Géorgie, publié à Saint-Pétersbourg en 1861-1862;
- Encyclopédie géorgienne (1814), publié à Saint-Pétersbourg en 1861-1862;
- Kalmasoba (1817-1828), publié à Saint-Pétersbourg en 1861-1862;
- Encyclopédie pour enfants (1829), publié à Saint-Pétersbourg en 1861-1862.

Ioane est encore considéré par les historiens comme le Voltaire de Géorgie.

## Aîné des Bagrations
Ioane avait plusieurs frères, dont l'aîné, David, est régent de Géorgie en 1800-1801, puis prétendant au trône de Géorgie jusqu'à sa mort en 1819, sans enfant. Ioane devient alors prétendant au trône de Karthlie-Kakhétie, sous le nom théorique de Jean Ier de Géorgie, en tant qu'aîné de la famille royale des Bagrations. 

## Famille
Ioane Gueorguievitch épouse en 1787 la princesse Kéthévane Tsérétéli, fille du comte Zurab Tsérétéli. De cette union naît un fils :
- Grigol (1789-1830), roi auto-proclamé de Géorgie en 1812, lui-même père de trois enfants :
  - Ivan Grigorievitch Bagration-Gruzinsky
  - Kethevane Grigorievna Bagration-Gruzinskaïa (182X-1891)
  - Ekaterina Grigorievna Bagration-Gruzinskaïa (1830-1917)